# Jorge San Esteban
Jorge Héctor San Esteban (La Plata, Provincia de Buenos Aires, Argentina, 28 de junio de 1972) es un exfutbolista argentino que se desempeñaba como defensor en Gimnasia y Esgrima La Plata.

## Trayectoria
Surgió del Fútbol Juvenil de la Gimnasia La Plata y desde el Clausura 1992 jugó ininterrumpidamente hasta el Clausura 2003, disputando Liguillas Pre Libertadores y siendo partícipe de los mejores equipos de Gimnasia de los últimos tiempos. Se afirmó bien en el equipo principal a partir del inolvidable Clausura 1996. Jugó un partido amistoso para la selección argentina de fútbol en 1999 durante el ciclo de Marcelo Bielsa. Participó de los equipos de Gimnasia para la Copa Sudamericana 2002 y la Copa Libertadores 2003. 
Luego de su paso por Nueva Chicago, en la temporada 2003-2004, donde también fue titular, regresó a Gimnasia para integrar la zaga central y ser un bastión de la gran campaña del Apertura 2005. En 2006 pasó el récord de Guillermo Sanguinetti de 383 partidos y se convirtió en el jugador récord en vestir la camiseta del Lobo. 
A mediados de 2009 pasó a Villa San Carlos para terminar su carrera como futbolista profesional.

### Récord
En los períodos de 1992-2003 y 2004-2009, Jorge San Esteban disputó un total de 462 partidos para el equipo de Gimnasia y Esgrima La Plata, siendo así el jugador que más veces vistió la camiseta tripera, superando a Guillermo Sanguinetti (1991-2003), Oscar Montañez (1932-1945) y a Enzo Leonardo Noce (1987-2003 y 2004-2005).
Resumen general de partidos jugados
- Torneos oficiales regulares de AFA: 429
- Liguillas Pre-Libertadores: 5
- Copa Centenario oficial de AFA: 4
- Copas internacionales: 24
- Total de partidos jugados: 462 (convirtió 29 goles)

## Clubes
| Club              | País      | Año         |
| ----------------- | --------- | ----------- |
| Gimnasia La Plata | Argentina | 1992 - 2003 |
| Nueva Chicago     | Argentina | 2003 - 2004 |
| Gimnasia La Plata | Argentina | 2004 - 2009 |
| Villa San Carlos  | Argentina | 2009 - 2012 |
| Villa Montoro     | Argentina | 2012 - 2013 |

## Estadísticas
Datos actualizados a fin de carrera deportiva.
| Gimnasia y Esgrima La Plata Argentina |               |               |     |    |   |    |    |     |     |    |
| 1.ª | 1991-92       | 18            | 0   | -  | - | -  | -  | 18  | 0   |    |
| 1.ª | 1992-93       | 28            | 0   | -  | - | 5  | 1  | 33  | 1   |    |
| 1.ª | 1993-94       | 10            | 1   | 4  | 0 | -  | -  | 14  | 1   |    |
| 1.ª | 1994-95       | 9             | 0   | -  | - | -  | -  | 9   | 0   |    |
| 1.ª | 1995-96       | 24            | 0   | -  | - | -  | -  | 34  | 4   |    |
| 1.ª | 1996-97       | 38            | 1   | -  | - | -  | -  | 38  | 4   |    |
| 1.ª | 1997-98       | 34            | 6   | -  | - | -  | -  | 34  | 6   |    |
| 1.ª | 1998-99       | 31            | 5   | -  | - | -  | -  | 33  | 6   |    |
| 1.ª | 1999-00       | 35            | 6   | -  | - | -  | -  | 35  | 6   |    |
| 1.ª | 2000-01       | 21            | 2   | -  | - | -  | -  | 21  | 2   |    |
| 1.ª | 2001-02       | 25            | 2   | -  | - | -  | -  | 25  | 2   |    |
| 1.ª | 2002-03       | 30            | 2   | -  | - | 10 | 1  | 40  | 3   |    |
| 1.ª | 2004-05       | 34            | 2   | -  | - | -  | -  | 34  | 2   |    |
| 1.ª | 2005-06       | 36            | 0   | -  | - | -  | -  | 36  | 0   |    |
| 1.ª | 2006-07       | 30            | 0   | -  | - | 8  | 0  | 38  | 0   |    |
| 1.ª | 2007-08       | 19            | 0   | -  | - | -  | -  | 19  | 0   |    |
| 1.ª | 2008-09       | 10            | 0   | -  | - | -  | -  | 10  | 0   |    |
| Total club | Total club    | 432           | 27  | 4  | 0 | 23 | 2  | 459 | 29  |    |
| Nueva Chicago Argentina |               |               |     |    |   |    |    |     |     |    |
| 1.ª |               |               |     |    |   |    |    |     |     |    |
| 2003-04 | 32            | 2             | -   | -  | - | -  | 32 | 2   |     |    |
| Total club | Total club    | 32            | 2   | 0  | 0 | 0  | 0  | 32  | 2   |    |
| Villa San Carlos Argentina |               |               |     |    |   |    |    |     |     |    |
| 3.ª |               |               |     |    |   |    |    |     |     |    |
| 2009-2012 | 31            | 2             | -   | -  | - | -  | 31 | 2   |     |    |
| Total club | Total club    | 31            | 2   | 0  | 0 | 0  | 0  | 31  | 2   |    |
| Total carrera | Total carrera | Total carrera | 495 | 31 | 4 | 0  | 23 | 2   | 522 | 33 |
| (1) Incluye datos de la Copa Centenario de la AFA (1993-94). (2) Incluye datos de la Copa Conmebol (1992); Copa Sudamericana (2002, 2006); Copa Libertadores (2003, 2007). (3) No incluye goles en partidos amistosos. |               |               |     |    |   |    |    |     |     |    |

### Selección nacional
| Selección | Año   | Amistoso | Amistoso | Total | Total |
| Selección | Año   | PJ       | G        | PJ    | G     |
| --------- | ----- | -------- | -------- | ----- | ----- |
| Argentina | 1999  | 1        | 0        | 1     | 0     |
| Argentina | Total | 1        | 0        | 1     | 0     |

### Resumen estadístico
| Competición            | Encuentros | Goles | Promedio |
| ---------------------- | ---------- | ----- | -------- |
| Primera División       | 466        | 29    | 0,06     |
| Tercera División       | 31         | 2     | 0,06     |
| Copas nacionales       | 4          | 0     | 0,00     |
| Copas internacionales  | 23         | 2     | 0,08     |
| Selección de Argentina | 1          | 0     | 0,00     |
| Total                  | 523        | 31    | 0,05     |

## Trayectoria como DT
| Club             | País      | Año         |
| ---------------- | --------- | ----------- |
| Villa Montoro    | Argentina | 2013        |
| Villa San Carlos | Argentina | 2013 - 2014 |